# Liste der Monuments historiques in Frelinghien
Die Liste der Monuments historiques in Frelinghien führt die Monuments historiques in der französischen Gemeinde Frelinghien auf.

## Liste der Bauwerke
| Bezeichnung        | Beschreibung                         | Standort                    | Kennzeichnung | Schutzstatus | Datum | Bild |
| ------------------ | ------------------------------------ | --------------------------- | ------------- | ------------ | ----- | ---- |
| Beobachtungsposten | während des Ersten Weltkriegs erbaut | 4505, rue de Quessoy (Lage) | PA00107533    | Inscrit      | 1922  |      |

## Liste der Objekte
| Bezeichnung        | Beschreibung                      | Standort                      | Kennzeichnung | Schutzstatus | Datum | Bild |
| ------------------ | --------------------------------- | ----------------------------- | ------------- | ------------ | ----- | ---- |
| Zwei Kerzenständer | Silber, Ende des 18. Jahrhunderts | in der Kirche St-Amand (Lage) | PM59008560    | Inscrit      | 1973  |      |
| Vier Kerzenständer | Silber, Ende des 18. Jahrhunderts | in der Kirche St-Amand (Lage) | PM59008559    | Inscrit      | 1973  |      |